# Ball dels Cercolets de Valls

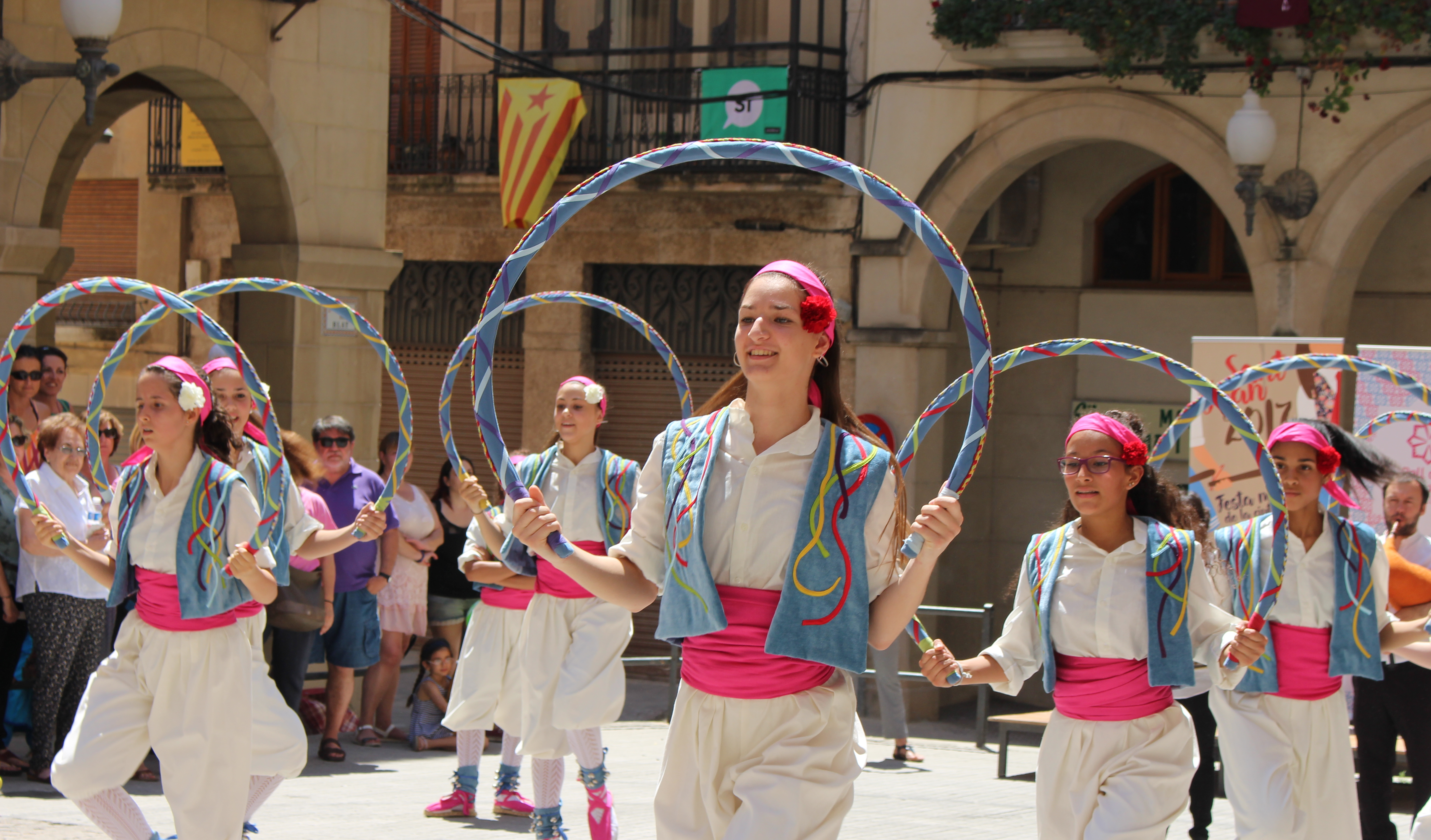
El Ball dels Cercolets de Valls el dia de la seva estrena

El Ball dels Cercolets de Valls és un ball que forma part del seguici cerimonial tradicional de la ciutat de Valls.

## Història
En general, es tracta d'un ball tradicional relacionat amb les festes de la verema i originat probablement del culte grec a la deessa Flora.
La primera referència del ball és a l'interrogatori que Francisco de Zamora fa a l'Ajuntament de Valls l'any 1790:
| « | En la fiesta mayor hay Completas, Oficio, Procesión solemnes. Hay dos noches iluminación. Salen los cuatro Gigantes, tarrasca, águila, y varias danzas sin número fijo. Las diversiones públicas de esta villa, dónde no hay fiestas de toros, ni teatro, se reducen a las danzas o bayles públicos acostumbrados en la Fiesta Mayor, y otras extraordinarias. Los nombres vulgares de estas danzas son: de Sta.Fe, de S.Bartolome, de Moros y cristians, de Cavallets, de Galeras, de Damas y Vells, de Bastonets, de Valencians, de Pastorets, de cercolets, de Moxiganga, de Gitanas....dels Diables. | » |

Narcís Oller en descriu el vestuari a la seva novel·la Vilaniu: 
| « | Mocador rosat en forma de diadema i amb un ramet de clavells damunt l'orella esquerra, camisa blanca, armilla de vellut blau amb cintes i cascavells, faixa de seda carmesina, pantalons blancs fins al genoll, camalls de vellut amb cascavells i espardenyes de veta rosa. | » |

El prevere, historiador i folklorista vallenc Eusebi Ribas i Vallespinosa també parla del ball. Gràcies a les seves notes se sap que l'última vegada que el ball vallenc va sortir al carrer per part dels vallencs va ser per les Festes Decennals de l'any 1881. Ribas també diu que era un ball que feia el gremi de boters de la ciutat, els quals feien i desfeien una bota al ritme de la música amb un seguit de combinacions coreogràfiques, i que la indumentària era similar a la del ball de la Primera. A tall anecdòtic, Ribas també recull que el ball va executar-se en una ocasió davant del palau de la Diputació de Tarragona per celebrar l'arribada del rei Amadeu, que havia arribat en tren passant per la Plana de Picamoixons fins a Tarragona.
Per altra banda, el Ball de Cercolets de Vilafranca va ser l'última agrupació que va realitzar el ball a la ciutat, contractats per les Festes Decennals de la Candela de l'any 1951.

## Actualitat
El ball es recupera l'any 2017 i desfila al seguici de la Festa Major de Sant Joan des d'aquell any. La recuperació la duu a terme l'Associació Cultural Ball dels Cercolets de Valls i l'Escola de Dansa Adagi. La nova tonada, ja que l'original roman desconeguda, la compon el músic local Francesc Sans. El vestuari és obra de la figurinista vilafranquina Blanca Ferré. L'Institut d'Estudis Vallencs atorga al projecte de recuperació el 33è Premi a la Salvaguarda del Patrimoni Cultural de l'Alt Camp en el vessant privat.
La formació del ball es compon de 8 balladores i el tradicional dimoni burlesc. El punt àlgid del ball és la construcció, amb els cèrcols, de la bota on puja una balladora i recita un vers en llaor de Sant Joan:
| « | Així doncs, gloriós patró, Valls als vostres peus rendida us aclama decidida. Visca la festa major! | » |